# Pietro Bracci (poeta)
Pietro Bracci (Roma, 29 maggio 1864 – Roma, 16 novembre 1902) è stato un poeta, scrittore e politico italiano, meglio noto con lo pseudonimo di Guido Fortebracci.
Pronipote dell'omonimo scultore settecentesco, il Bracci si dedicò alla poesia e alla scrittura, pubblicando numerosi articoli anti-carducciani.
Tra le sue opere si ricordano il pamphlet Ante lucem. Odi barbare (1885), la raccolta di novelle Il romanzo di Ruggero (1894) e la raccolta di componimenti e diari Scritti vari, uscita postuma nel 1904.

## Famiglia
Sposò Maria Giorgi.

Il figlio Andrea Bracci fu vicesindaco di Roma, dal luglio del 1880 all'ottobre del 1881, mentre il cugino Augusto Armellini, figlio di Carlo Armellini, membro del triumvirato della Repubblica Romana del 1849, nello stesso periodo fu Sindaco della Città Eterna.